# Cua de ventall capnegre
El cua de ventall capnegre (Rhipidura nigrocinnamomea) és un ocell de la família dels dicrúrids (Dicruridae).

## Hàbitat i distribució
Habita la selva pluvial de les muntanyes de Mindanao, a les Filipines meridionals.